# Temelucha brevipetiolata
Temelucha brevipetiolata är en stekelart som beskrevs av Kolarov 1989. Temelucha brevipetiolata ingår i släktet Temelucha och familjen brokparasitsteklar. Inga underarter finns listade i Catalogue of Life.